# Conoidea
Conoidea J. Fleming, 1822, detti anche Toxoglossa , sono una superfamiglia di molluschi gasteropodi della sottoclasse Caenogastropoda.

## Descrizione
Conoidea è un gruppo di gasteropodi velenosi molto diversificati (circa 5.000 specie descritte per un totale stimato di ∼10–20.000), distribuiti in tutti gli oceani, latitudini e profondità.
I gasteropodi di questa superfamiglia si distinguono per il possesso di una grande ghiandola velenifera, insieme a denti radulari altamente modificati che sono tenuti all'estremità della proboscide e utilizzati per iniettare veleno nella loro preda. La radula dotata di denti veleniferi è chiamata taxoglossa. Negli anni '90, le indagini anatomiche sui Conoidea hanno rivelato una grande disparità di anatomie preconfezionate, e i caratteri definiti in questi studi sono stati usati per aiutare a svelare le relazioni filogenetiche nella famiglia.
Sebbene i nomi Conoidea e Toxoglossa siano spesso usati in modo intercambiabile nella letteratura, questo non è del tutto corretto perché alcuni dei taxa inclusi nella famiglia non hanno una radula toxoglossa.
La morfologia radulare è molto variabile all'interno dei conoidea, ma si possono riconoscere quattro tipi principali:
- Tipo 1 o tipo Clavidae. È caratterizzato dall'avere cinque denti in ciascuna fila trasversale, comprendente un piccolo dente centrale, due grandi denti laterali a pettine e due denti marginali, solitamente a lama piatta. Questo tipo radulare si trova solo nella famiglia Clavidae.
- Tipo 2 o tipo Pseudomelatomidae. Ha due o tre denti di fila, comprendenti marginali solidi, curvi e appuntiti e spesso un dente centrale piatto (Fig. 1c). I denti marginali sono attaccati alla membrana da una base piuttosto stretta e quindi liberi per la maggior parte della loro lunghezza. Questa dentatura caratterizza le famiglie Pseudomelatomidae e Pervicaciinae (Terebridae). Nelle Pervicaciinae la ghiandola velenifera è assente, e gli Pseudomelatomidae non usano denti marginali per trafiggere le prede.
- Tipo 3 o tipo Turridae. Presenta due o tre denti per fila, comprendenti un dente centrale (spesso assente) affiancato da una coppia di denti marginali. Nella maggior parte dei casi i marginali hanno la cosiddetta morfologia a quadrilatero (o duplex). Di solito, il dente duplex è costituito da un elemento principale robusto e appuntito e da un arto accessorio più piccolo e snello. Questo tipo è il più variabile per morfologia ed è caratteristico della famiglia Turridae.
- Tipo 4 o tipo ipodermico. È caratterizzato dalla presenza di due denti marginali, cavi in ciascuna fila, con la membrana subradulare molto ridotta o assente. Questo tipo di radula si trova sia nella famiglia Conidae che in alcuni Terebridae, da cui è stato derivato indipendentemente. È stato generalmente accettato che nei conoidi con questo tipo di radula la membrana radulare sia assente o vestigiale.

## Tassonomia
La superfamiglia risulta composta da 18 famiglie, di cui una fossile:
- Famiglia Borsoniidae Bellardi,1875
- Famiglia Bouchetispiridae Kantor, E. E. Strong & Puillandre, 2012,
- Famiglia Clathurellidae H. Adams & A. Adams, 1858
- Famiglia Clavatulidae Gray, 1853
- Famiglia Cochlespiridae Powell, 1942
- Famiglia Conidae J. Fleming, 1822
- Famiglia Conorbidae de Gregorio, 1880
- Famiglia † Cryptoconidae Cossmann, 1896
- Famiglia Drilliidae Olsson, 1964
- Famiglia Fusiturridae Abdelkrim et al., 2018
- Famiglia Horaiclavidae Bouchet, Kantor, Sysoev & Puillandre, 2011
- Famiglia Mangeliidae P. Fischer, 1883
- Famiglia Marshallenidae Abdelkrim et al., 2018
- Famiglia Mitromorphidae T.L. Casey, 1904
- Famiglia Pseudomelatomidae J.P.E. Morrison, 1966
- Famiglia Raphitomidae Bellardi, 1875
- Famiglia Terebridae Mörch, 1852
- Famiglia Turridae H. Adams & A. Adams, 1853 (1838)

Conoidea comprende anche un certo numero di generi, per lo più estinti, di incerta assegnazione a una famiglia. I generi esistenti sono i seguenti:
- Genere Austrotoma Finlay, 1924
- Genere  Bathyferula Stahlschmidt, D. Lamy & Fraussen, 2012
- Genere  Cryptomella Finlay, 1924
- Genere  Hemipleurotoma Cossmann,1889
- Genere  Moniliopsis Conrad, 1865
- Genere  Parasyngenochilus Long, 1981
- Genere  Sinistrella Meyer, 1887